# Rubus paucidentatus
Rubus paucidentatus är en rosväxtart som beskrevs av Tse Tsun Yu och L.T. Lu. Rubus paucidentatus ingår i släktet rubusar, och familjen rosväxter. Utöver nominatformen finns också underarten R. p. guangxiensis.